# Ascocenda

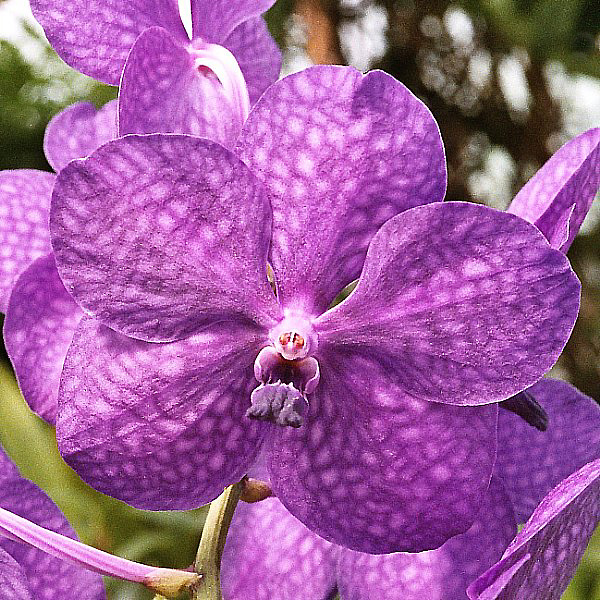
Ascocenda

A Ascocenda é uma planta híbrida, resultante do cruzamento entre o Ascocentrum e a Vanda. Essa forma de cruzamento, chamada intergenérica, envolve um cruzamento entre duas plantas da mesma espécie, mas de gêneros diferentes. A Ascocenda Foi descrita pela primeira vez em Orchid Rev. 57: 172 (1949). 
A maioria tem a sua origem na Tailândia, Myanmar, Índia e Filipinas. Elas florescem duas vezes ou três vezes ao ano, como as flores de longa duração. As flores são coloridas, muitas vezes cobertas com cores contrastantes.